# Shinsaku Mochidome
Shinsaku Mochidome (født 29. april 1988) er en tidligere japansk fodboldspiller.
Han har spillet for flere forskellige klubber i sin karriere, herunder Ehime FC, V-Varen Nagasaki og Kamatamare Sanuki.